# Wysoki przedstawiciel Unii do spraw zagranicznych i polityki bezpieczeństwa
Wysoki przedstawiciel Unii do spraw zagranicznych i polityki bezpieczeństwa – organ Unii Europejskiej odpowiedzialny za prowadzenie wspólnej polityki zagranicznej i bezpieczeństwa oraz wspólnej polityki bezpieczeństwa i obrony. Wysoki przedstawiciel jest powoływany na pięcioletnią kadencję. Pierwszą  przedstawicielką była Brytyjka Catherine Ashton. Od 1 grudnia 2024 r. funkcję sprawuje Estonka Kaja Kallas.

## Historia
Geneza tego organu sięga poprzedzającej szczyt Unii w 1997 konferencji międzyrządowej, która odbywała się rok wcześniej i była poświęcona reformie WPZiB. Wówczas państwa członkowskie UE postanowiły podnieść rolę Sekretariatu Rady Unii Europejskiej, a jednocześnie zapewnić większą skuteczność polityki zagranicznej UE. Sprawiło to, że traktat amsterdamski ustanowił urząd wysokiego przedstawiciela do spraw wspólnej polityki zagranicznej i bezpieczeństwa. Stanowisko to zostało wówczas połączone z funkcją sekretarza generalnego Rady Unii Europejskiej. Pierwszą osobą wybraną na to stanowisko był Javier Solana, który nieformalnie rozdzielił stanowisko wysokiego przedstawiciela i sekretarza generalnego, przekazując kompetencje tego drugiego swojemu zastępcy.
Traktat lizboński dokonał reformy tego stanowiska, między innymi zmieniając jego nazwę na „wysoki przedstawiciel Unii do spraw zagranicznych i polityki bezpieczeństwa”. Obecnie zadaniem tego organu jest dowodzenie unijną dyplomacją. Jest wybierany przez Radę Europejską, z upoważnienia której działa, kwalifikowaną większością głosów, za zgodą przewodniczącego Komisji. Jego wybór musi zostać zatwierdzony przez Parlament Europejski. Jego kadencja może zostać zakończona w ten sam sposób. Zgodnie z art. 5 protokołu dołączonego do TUE, kadencja wysokiego przedstawiciela jest połączona z kadencją Komisji Europejskiej, w efekcie trwa 5 lat. W wykonywaniu jego obowiązków wspiera go Europejska Służba Działań Zewnętrznych, która współpracuje ze służbami dyplomatycznymi państw członkowskich. Składa się ona z urzędników właściwych służb Sekretariatu Generalnego Rady i Komisji oraz osób wyznaczonych przez krajowe służby dyplomatyczne.

## Kompetencje
- Jest reprezentantem Unii w zakresie polityki zagranicznej i bezpieczeństwa. Wyraża jej stanowisko w organizacjach międzynarodowych i na konferencjach międzynarodowych[5].
- Prowadzi WPZiB oraz WPBiO. Poprzez swoje propozycje, przyczynia się do opracowania tych polityk i realizuje je[6].
- Prowadzi dialog polityczny ze stronami trzecimi[5].
- Czuwa nad spójnością działań zewnętrznych Unii[7].
- Uczestniczy w pracach Rady Europejskiej[8].
- Zapewnia wykonanie decyzji przyjętych przez Radę Europejską i Radę Unii Europejskiej[9].
- Jest przewodniczącym Rady Spraw Zagranicznych[10] oraz jednym z wiceprzewodniczących Komisji[7].
- Odpowiada w ramach Komisji za jej obowiązki w dziedzinie stosunków zewnętrznych i koordynację innych aspektów działań zewnętrznych Unii[7].
- Może przedkładać Radzie swoje wnioski[11] oraz zalecenia w sprawach wydania upoważnienia do podjęcia negocjacji odnośnie do umowy międzynarodowej[12]. Może do niej również zwracać się z wszelkimi pytaniami dotyczącymi WPZiB[13].
- Musi się regularnie konsultować z Parlamentem Europejskim w zakresie głównych spraw związanych z WPZiB oraz WPBiO. Musi również informować go o rozwoju tych polityk. Do jego obowiązków należy należyte uwzględnienie poglądów parlamentu[14].
- W przypadku przeprowadzania misji utrzymania pokoju, zapobiegania konfliktom i wzmacniania międzynarodowego bezpieczeństwa, czuwa nad koordynacją cywilnych i wojskowych ich aspektów[15].
- W przypadkach wymagających szybkiej decyzji może w ciągu 48 godzin zwołać, z inicjatywy własnej albo na wniosek państwa członkowskiego, nadzwyczajne posiedzenie Rady. W razie bardzo pilnej potrzeby może to nastąpić szybciej[16].
- Poszukuje rozwiązania w sytuacji, gdy jeden z członków Rady oświadczy, że ze względów polityki krajowej zamierza sprzeciwić się podjęciu decyzji podejmowanej większością kwalifikowaną[17].
- Wraz z Radą czuwa nad poszanowaniem zasad lojalności i solidarności działań państw członkowskich UE w dziedzinie stosunków zewnętrznych[18]. Zapewnia z nią jednolitość, spójność i skuteczność działań Unii[19].

## Lista wysokich przedstawicieli
| Lp. | Zdjęcie | Osoba              | Kraj            | Okres urzędowania    | Okres urzędowania    | Uwagi                             |
| --- | ------- | ------------------ | --------------- | -------------------- | -------------------- | --------------------------------- |
| 1.  |         | Jürgen Trumpf      | Niemcy          | 1 maja 1999          | 18 października 1999 | także sekretarz generalny Rady UE |
| 2.  |         | Javier Solana      | Hiszpania       | 18 października 1999 | 1 grudnia 2009       | także sekretarz generalny Rady UE |
| 3.  |         | Catherine Ashton   | Wielka Brytania | 1 grudnia 2009       | 1 listopada 2014     | na zasadach traktatu lizbońskiego |
| 4.  |         | Federica Mogherini | Włochy          | 1 listopada 2014     | 1 grudnia 2019       | na zasadach traktatu lizbońskiego |
| 5.  |         | Josep Borrell      | Hiszpania       | 1 grudnia 2019       | 1 grudnia 2024       | na zasadach traktatu lizbońskiego |
| 6.  |         | Kaja Kallas        | Estonia         | 1 grudnia 2024       |                      | na zasadach traktatu lizbońskiego |